# 南光州駅 (鉄道庁)
南光州駅（ナムグァンジュえき）は、大韓民国光州広域市東区にかつて存在した、韓国鉄道公社慶全線の駅である。

## 歴史
- 1930年12月25日：新光州駅として営業開始[1]。
- 1938年4月1日：南光州駅に改称[2]。
- 2000年8月10日：慶全線のルート変更に伴い孝泉駅 - 当駅 - 光州駅間が廃止、光州駅 - 光州松汀駅間は光州線に改称[3]。

## 隣の駅
韓国鉄道公社
慶全線（ルート変更に伴い廃止）
碧桃駅 - 南光州駅 - 光州駅